# Mazda Zoom-Zoom Stadium
Das Mazda Zoom-Zoom Stadium Hiroshima (jap. MAZDA Zoom-Zoom スタジアム広島, kurz マツダスタジアム, Matsuda sutajiamu), im Englischen auch bekannt als Hiroshima Municipal Stadium (für jap. Hiroshima-shimin kyūjō, 広島市民球場), ist ein Baseball-Stadion in der japanischen City Hiroshima. Das Stadion wurde am 10. April 2009 eröffnet und hat eine Kapazität von 32.000 Zuschauern.

## Nutzung
Hauptnutzer des Mazda Zoom-Zoom Stadium ist der lokale Baseballverein Hiroshima Tōyō Carp, der als Haupteigentümer der Spielstätte fungiert und diese als Heimstadion verwendet. Das Stadion wird auch für internationale Turniere wie die MLB Japan All-Star Series 2018 eingesetzt.

## Namensrechte
Die Namensrechte des Stadions besitzt der in einem Vorort ansässige Automobilhersteller Mazda (früher Tōyō kōgyō), der neben der Konzerngründerfamilie Matsuda auch ein Hauptanteilseigner der Carp ist.

## Galerie

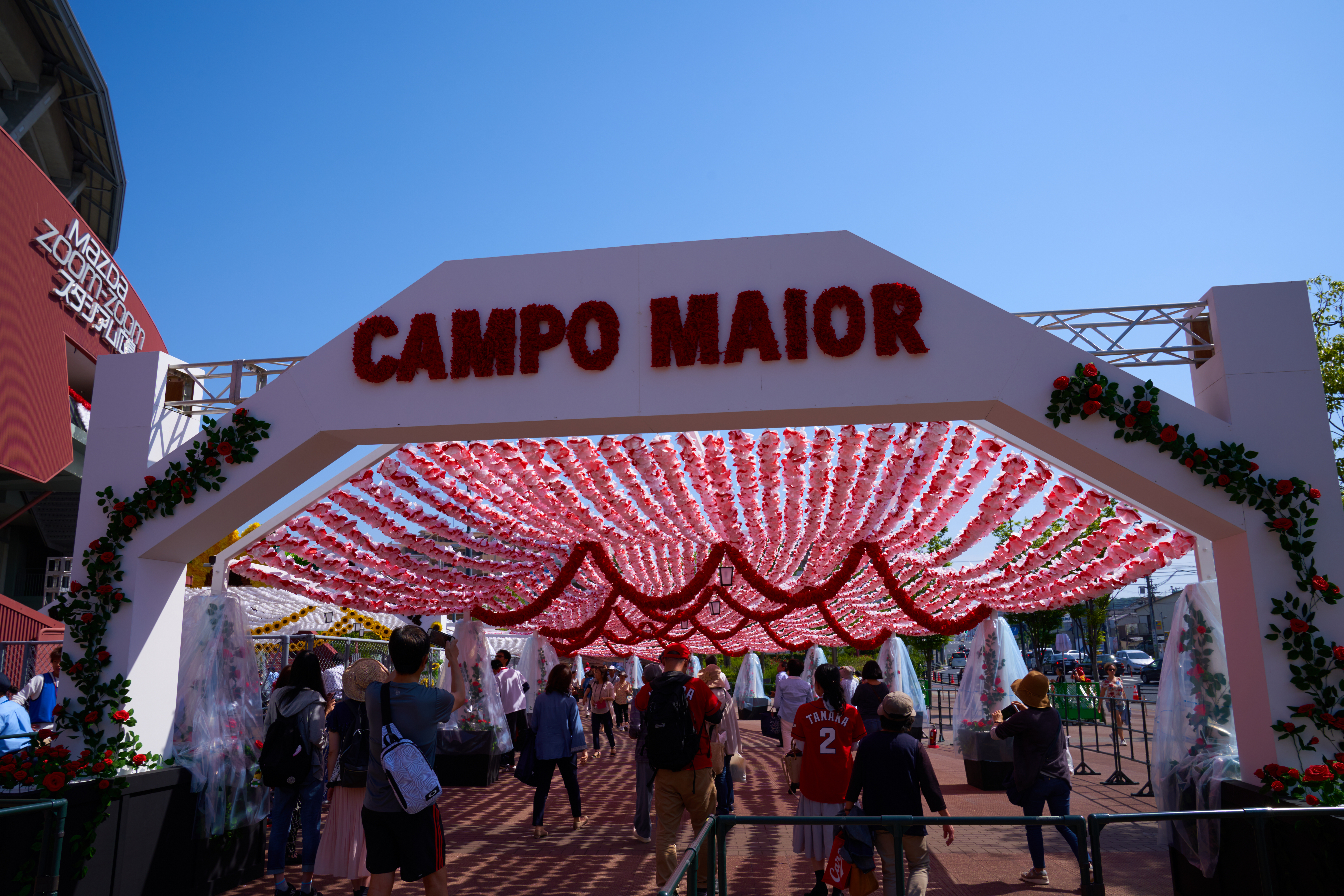
Eingang des Stadions
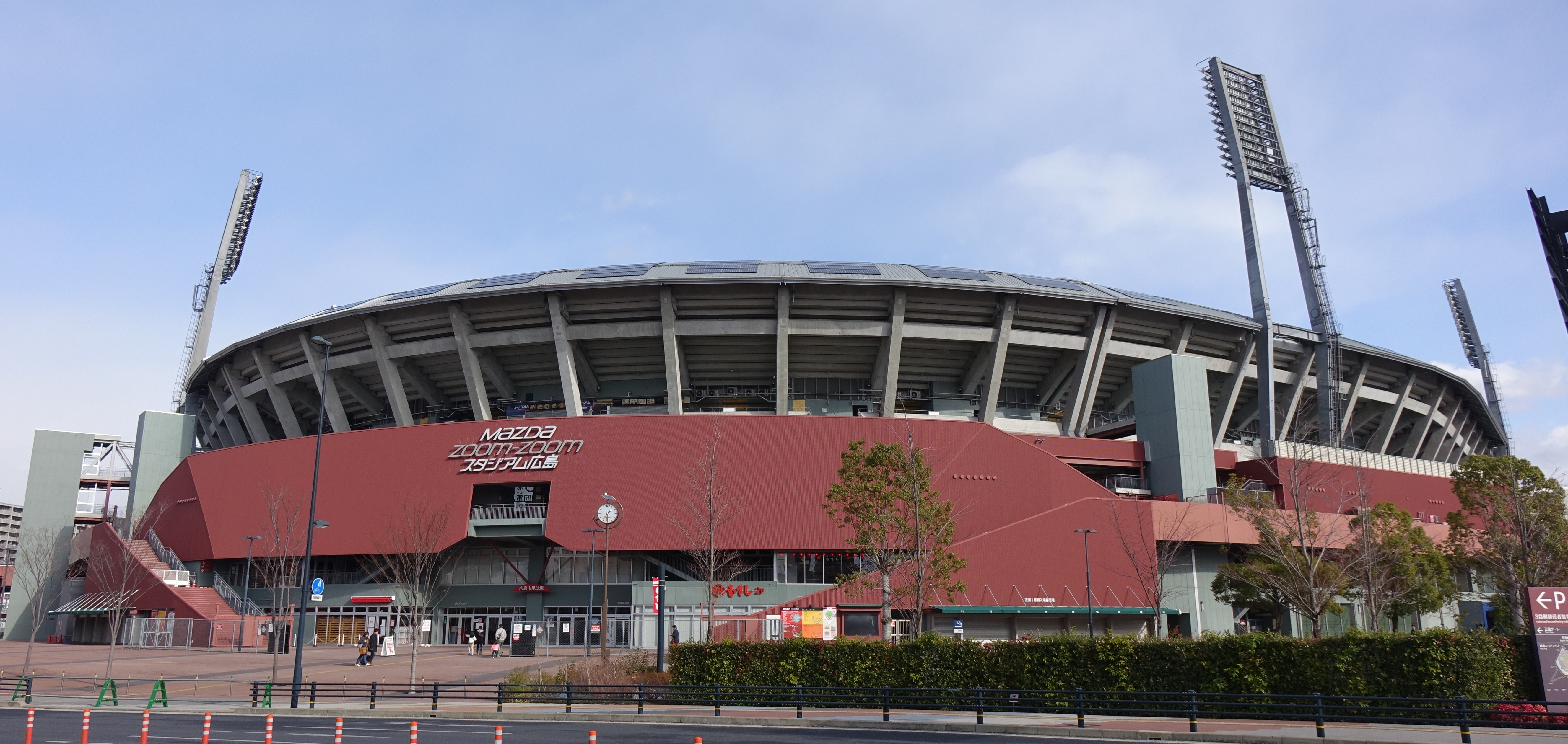
Außenansicht
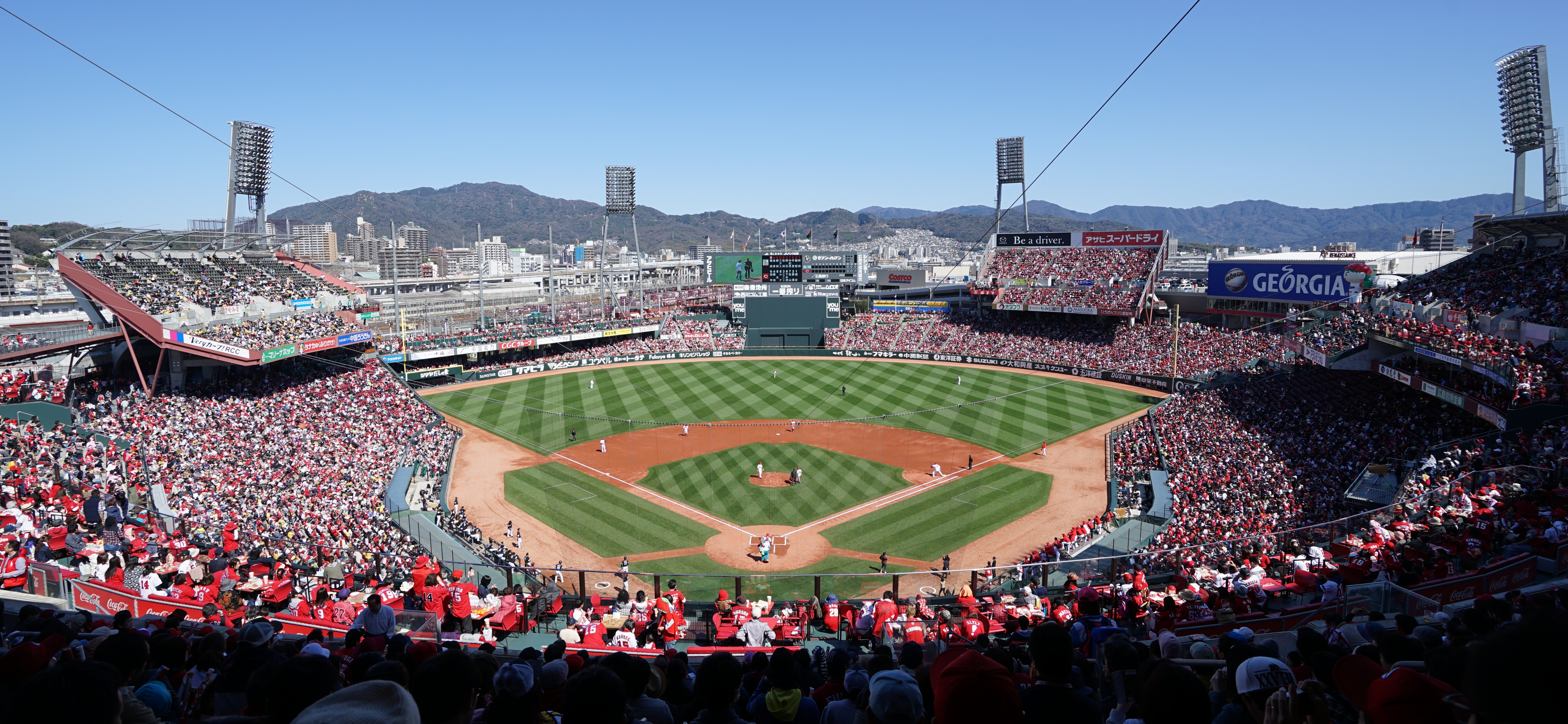
Während eines Spiels
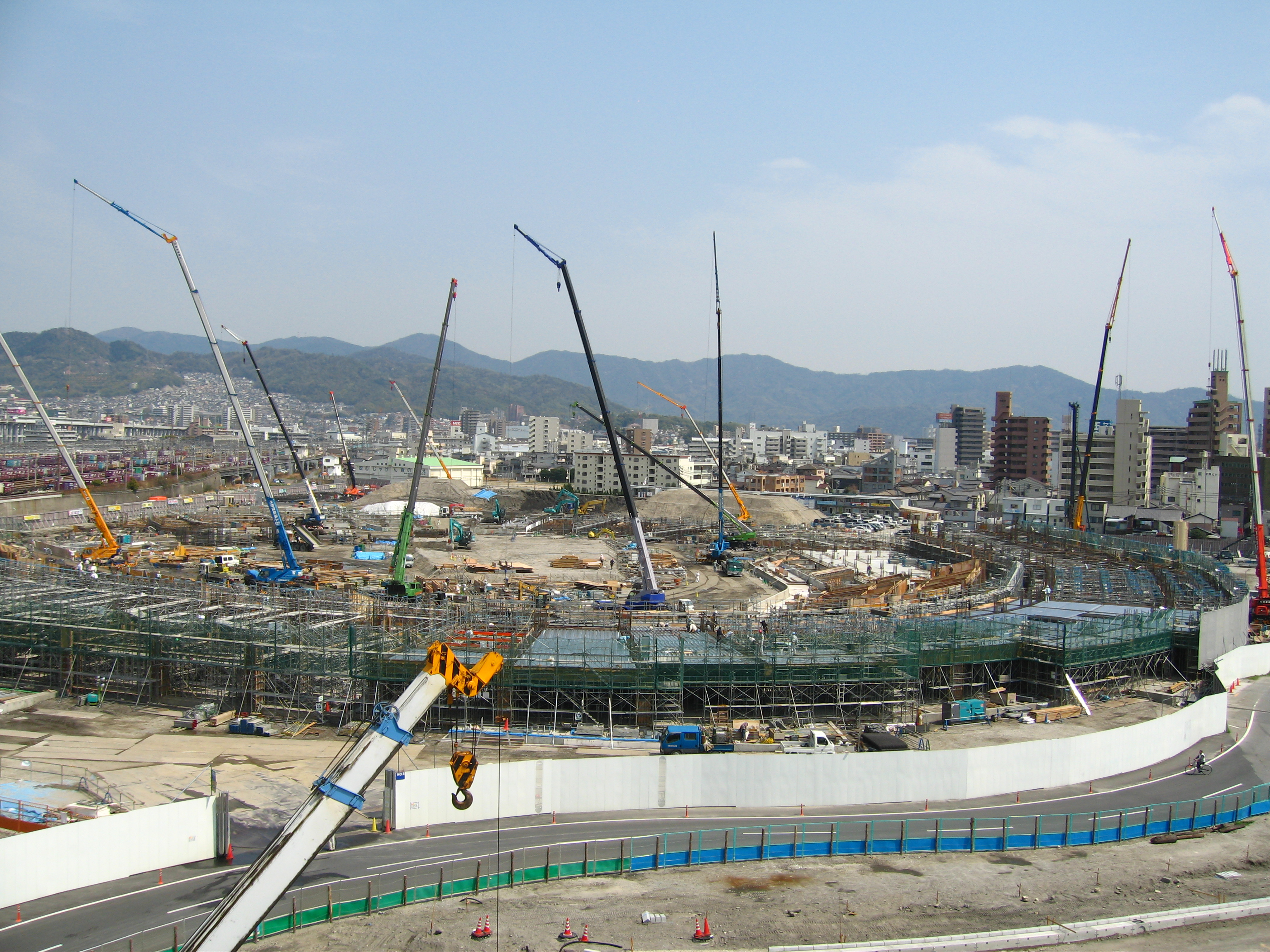
Vor der Fertigstellung